# Đội tuyển bóng chuyền nữ quốc gia Ý

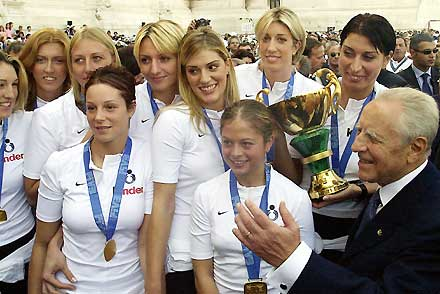
Đội tuyển quốc gia trong buổi gặp mặt với Tổng thống Ý Carlo Azeglio Ciampi.

Đội tuyển bóng chuyền nữ quốc gia Ý là một đội tuyển được quản lý bởi Liên đoàn bóng chuyền Ý đại diện cho Ý tham dự các giải đấu và trận đấu giao hữu bóng chuyền trên đấu trường quốc tế. Đội từng vô địch thế giới vào năm 2002 diễn ra trên đất Đức, cũng là đội đầu tiên đã phá vỡ sự thống trị của Nga, Cuba, Trung Quốc và Nhật Bản.

## Kết quả các giải đấu

### Thế vận hội Mùa hè
Vô địch       Á quân       Hạng ba       Hạng tư
| Thành tích tại Thế vận hội Mùa hè | Thành tích tại Thế vận hội Mùa hè | Thành tích tại Thế vận hội Mùa hè | Thành tích tại Thế vận hội Mùa hè | Thành tích tại Thế vận hội Mùa hè | Thành tích tại Thế vận hội Mùa hè | Thành tích tại Thế vận hội Mùa hè | Thành tích tại Thế vận hội Mùa hè | Thành tích tại Thế vận hội Mùa hè |
| Năm                               | Vòng đấu                          | Vị trí                            | Pld                               | W                                 | L                                 | SW                                | SL                                |                                   |
| --------------------------------- | --------------------------------- | --------------------------------- | --------------------------------- | --------------------------------- | --------------------------------- | --------------------------------- | --------------------------------- | --------------------------------- |
| 1964                              | Không vượt qua vòng loại          | Không vượt qua vòng loại          | Không vượt qua vòng loại          | Không vượt qua vòng loại          | Không vượt qua vòng loại          | Không vượt qua vòng loại          | Không vượt qua vòng loại          |                                   |
| 1968                              | Không vượt qua vòng loại          | Không vượt qua vòng loại          | Không vượt qua vòng loại          | Không vượt qua vòng loại          | Không vượt qua vòng loại          | Không vượt qua vòng loại          | Không vượt qua vòng loại          |                                   |
| 1972                              | Không vượt qua vòng loại          | Không vượt qua vòng loại          | Không vượt qua vòng loại          | Không vượt qua vòng loại          | Không vượt qua vòng loại          | Không vượt qua vòng loại          | Không vượt qua vòng loại          |                                   |
| 1976                              | Không vượt qua vòng loại          | Không vượt qua vòng loại          | Không vượt qua vòng loại          | Không vượt qua vòng loại          | Không vượt qua vòng loại          | Không vượt qua vòng loại          | Không vượt qua vòng loại          |                                   |
| 1980                              | Không vượt qua vòng loại          | Không vượt qua vòng loại          | Không vượt qua vòng loại          | Không vượt qua vòng loại          | Không vượt qua vòng loại          | Không vượt qua vòng loại          | Không vượt qua vòng loại          |                                   |
| 1984                              | Không vượt qua vòng loại          | Không vượt qua vòng loại          | Không vượt qua vòng loại          | Không vượt qua vòng loại          | Không vượt qua vòng loại          | Không vượt qua vòng loại          | Không vượt qua vòng loại          |                                   |
| 1988                              | Không vượt qua vòng loại          | Không vượt qua vòng loại          | Không vượt qua vòng loại          | Không vượt qua vòng loại          | Không vượt qua vòng loại          | Không vượt qua vòng loại          | Không vượt qua vòng loại          |                                   |
| 1992                              | Không vượt qua vòng loại          | Không vượt qua vòng loại          | Không vượt qua vòng loại          | Không vượt qua vòng loại          | Không vượt qua vòng loại          | Không vượt qua vòng loại          | Không vượt qua vòng loại          |                                   |
| 1996                              | Không vượt qua vòng loại          | Không vượt qua vòng loại          | Không vượt qua vòng loại          | Không vượt qua vòng loại          | Không vượt qua vòng loại          | Không vượt qua vòng loại          | Không vượt qua vòng loại          |                                   |
| 2000                              | Vòng 1                            | Hạng 9                            | 5                                 | 1                                 | 4                                 | 7                                 | 12                                |                                   |
| 2004                              | Tứ kết                            | Hạng 5                            | 6                                 | 4                                 | 2                                 | 14                                | 6                                 |                                   |
| 2008                              | Tứ kết                            | Hạng 5                            | 6                                 | 4                                 | 2                                 | 14                                | 7                                 |                                   |
| 2012                              | Tứ kết                            | Hạng 5                            | 6                                 | 4                                 | 2                                 | 15                                | 8                                 |                                   |
| 2016                              | Vòng 1                            | Hạng 9                            | 5                                 | 1                                 | 4                                 | 4                                 | 12                                |                                   |
| 2020                              | Tứ kết                            | Hạng 6                            | 6                                 | 3                                 | 3                                 | 11                                | 10                                |                                   |
| Tổng cộng                         | 0 chức vô địch                    | 6/14                              | 30                                | 17                                | 13                                | 55                                | 55                                |                                   |

### Giải vô địch bóng chuyền nữ thế giới
Vô địch       Á quân       Hạng ba       Hạng tư
| Thành tích tại Giải vô địch bóng chuyền nữ thế giới | Thành tích tại Giải vô địch bóng chuyền nữ thế giới | Thành tích tại Giải vô địch bóng chuyền nữ thế giới | Thành tích tại Giải vô địch bóng chuyền nữ thế giới | Thành tích tại Giải vô địch bóng chuyền nữ thế giới | Thành tích tại Giải vô địch bóng chuyền nữ thế giới | Thành tích tại Giải vô địch bóng chuyền nữ thế giới | Thành tích tại Giải vô địch bóng chuyền nữ thế giới | Thành tích tại Giải vô địch bóng chuyền nữ thế giới |
| Năm                                                 | Vòng đấu                                            | Vị trí                                              | Pld                                                 | W                                                   | L                                                   | SW                                                  | SL                                                  |                                                     |
| --------------------------------------------------- | --------------------------------------------------- | --------------------------------------------------- | --------------------------------------------------- | --------------------------------------------------- | --------------------------------------------------- | --------------------------------------------------- | --------------------------------------------------- | --------------------------------------------------- |
| 1952                                                | Không tham dự                                       | Không tham dự                                       | Không tham dự                                       | Không tham dự                                       | Không tham dự                                       | Không tham dự                                       | Không tham dự                                       |                                                     |
| 1956                                                | Không tham dự                                       | Không tham dự                                       | Không tham dự                                       | Không tham dự                                       | Không tham dự                                       | Không tham dự                                       | Không tham dự                                       |                                                     |
| 1960                                                | Không tham dự                                       | Không tham dự                                       | Không tham dự                                       | Không tham dự                                       | Không tham dự                                       | Không tham dự                                       | Không tham dự                                       |                                                     |
| 1962                                                | Không tham dự                                       | Không tham dự                                       | Không tham dự                                       | Không tham dự                                       | Không tham dự                                       | Không tham dự                                       | Không tham dự                                       |                                                     |
| 1967                                                | Không tham dự                                       | Không tham dự                                       | Không tham dự                                       | Không tham dự                                       | Không tham dự                                       | Không tham dự                                       | Không tham dự                                       |                                                     |
| 1970                                                | Không vượt qua vòng loại                            | Không vượt qua vòng loại                            | Không vượt qua vòng loại                            | Không vượt qua vòng loại                            | Không vượt qua vòng loại                            | Không vượt qua vòng loại                            | Không vượt qua vòng loại                            |                                                     |
| 1974                                                | Không vượt qua vòng loại                            | Không vượt qua vòng loại                            | Không vượt qua vòng loại                            | Không vượt qua vòng loại                            | Không vượt qua vòng loại                            | Không vượt qua vòng loại                            | Không vượt qua vòng loại                            |                                                     |
| 1978                                                | Vòng 1                                              | Hạng 20                                             | 9                                                   | 3                                                   | 6                                                   | 12                                                  | 18                                                  |                                                     |
| 1982                                                | Vòng 1                                              | Hạng 15                                             | 8                                                   | 4                                                   | 4                                                   | 16                                                  | 15                                                  |                                                     |
| 1986                                                | Vòng 2                                              | Hạng 9                                              | 8                                                   | 3                                                   | 5                                                   | 10                                                  | 18                                                  |                                                     |
| 1990                                                | Vòng 16 đội                                         | Hạng 10                                             | 6                                                   | 2                                                   | 4                                                   | 7                                                   | 14                                                  |                                                     |
| 1994                                                | Vòng 1                                              | Hạng 13                                             | 3                                                   | 0                                                   | 3                                                   | 3                                                   | 9                                                   |                                                     |
| 1998                                                | Vòng 2                                              | Hạng 5                                              | 8                                                   | 5                                                   | 3                                                   | 17                                                  | 9                                                   |                                                     |
| 2002                                                | Vòng 16 đội                                         | Vô địch                                             | 11                                                  | 9                                                   | 2                                                   | 30                                                  | 9                                                   |                                                     |
| 2006                                                | Bán kết                                             | Hạng 4                                              | 11                                                  | 8                                                   | 3                                                   | 22                                                  | 10                                                  |                                                     |
| 2010                                                | Vòng 2                                              | Hạng 5                                              | 11                                                  | 8                                                   | 3                                                   | 28                                                  | 13                                                  |                                                     |
| 2014                                                | Bán kết                                             | Hạng 4                                              | 13                                                  | 10                                                  | 3                                                   | 35                                                  | 13                                                  |                                                     |
| 2018                                                | Chung kết                                           | Á quân                                              | 13                                                  | 11                                                  | 2                                                   | 36                                                  | 13                                                  |                                                     |
| 2022                                                | Bán kết                                             | Hạng 3                                              | 12                                                  | 10                                                  | 2                                                   | 33                                                  | 10                                                  |                                                     |
| Tổng cộng                                           | 1 chức vô địch                                      | 12/19                                               | 113                                                 | 73                                                  | 40                                                  | 249                                                 | 151                                                 |                                                     |

### Cúp bóng chuyền nữ vô địch thế giới
Vô địch       Á quân       Hạng ba       Hạng tư
| Thành tích tại Cúp bóng chuyền nữ vô địch thế giới | Thành tích tại Cúp bóng chuyền nữ vô địch thế giới | Thành tích tại Cúp bóng chuyền nữ vô địch thế giới | Thành tích tại Cúp bóng chuyền nữ vô địch thế giới | Thành tích tại Cúp bóng chuyền nữ vô địch thế giới | Thành tích tại Cúp bóng chuyền nữ vô địch thế giới | Thành tích tại Cúp bóng chuyền nữ vô địch thế giới | Thành tích tại Cúp bóng chuyền nữ vô địch thế giới |
| Năm                                                | Vòng đấu                                           | Vị trí                                             | Pld                                                | W                                                  | L                                                  | SW                                                 | SL                                                 |
| -------------------------------------------------- | -------------------------------------------------- | -------------------------------------------------- | -------------------------------------------------- | -------------------------------------------------- | -------------------------------------------------- | -------------------------------------------------- | -------------------------------------------------- |
| 1973                                               | Không vượt qua vòng loại                           | Không vượt qua vòng loại                           | Không vượt qua vòng loại                           | Không vượt qua vòng loại                           | Không vượt qua vòng loại                           | Không vượt qua vòng loại                           | Không vượt qua vòng loại                           |
| 1977                                               | Không vượt qua vòng loại                           | Không vượt qua vòng loại                           | Không vượt qua vòng loại                           | Không vượt qua vòng loại                           | Không vượt qua vòng loại                           | Không vượt qua vòng loại                           | Không vượt qua vòng loại                           |
| 1981                                               | Không vượt qua vòng loại                           | Không vượt qua vòng loại                           | Không vượt qua vòng loại                           | Không vượt qua vòng loại                           | Không vượt qua vòng loại                           | Không vượt qua vòng loại                           | Không vượt qua vòng loại                           |
| 1985                                               | Không vượt qua vòng loại                           | Không vượt qua vòng loại                           | Không vượt qua vòng loại                           | Không vượt qua vòng loại                           | Không vượt qua vòng loại                           | Không vượt qua vòng loại                           | Không vượt qua vòng loại                           |
| 1989                                               | Không vượt qua vòng loại                           | Không vượt qua vòng loại                           | Không vượt qua vòng loại                           | Không vượt qua vòng loại                           | Không vượt qua vòng loại                           | Không vượt qua vòng loại                           | Không vượt qua vòng loại                           |
| 1991                                               | Không vượt qua vòng loại                           | Không vượt qua vòng loại                           | Không vượt qua vòng loại                           | Không vượt qua vòng loại                           | Không vượt qua vòng loại                           | Không vượt qua vòng loại                           | Không vượt qua vòng loại                           |
| 1995                                               | Không vượt qua vòng loại                           | Không vượt qua vòng loại                           | Không vượt qua vòng loại                           | Không vượt qua vòng loại                           | Không vượt qua vòng loại                           | Không vượt qua vòng loại                           | Không vượt qua vòng loại                           |
| 1999                                               | -                                                  | Hạng 7                                             | 11                                                 | 5                                                  | 6                                                  | 19                                                 | 21                                                 |
| 2003                                               | -                                                  | Hạng 4                                             | 11                                                 | 7                                                  | 4                                                  | 22                                                 | 14                                                 |
| 2007                                               | -                                                  | Hạng 1                                             | 11                                                 | 11                                                 | 0                                                  | 33                                                 | 2                                                  |
| 2011                                               | -                                                  | Vô địch                                            | 11                                                 | 10                                                 | 1                                                  | 31                                                 | 8                                                  |
| 2015                                               | Không vượt qua vòng loại                           | Không vượt qua vòng loại                           | Không vượt qua vòng loại                           | Không vượt qua vòng loại                           | Không vượt qua vòng loại                           | Không vượt qua vòng loại                           | Không vượt qua vòng loại                           |
| 2019                                               | Không vượt qua vòng loại                           | Không vượt qua vòng loại                           | Không vượt qua vòng loại                           | Không vượt qua vòng loại                           | Không vượt qua vòng loại                           | Không vượt qua vòng loại                           | Không vượt qua vòng loại                           |
| Tổng cộng                                          | 2 chức vô địch                                     | 4/13                                               | 44                                                 | 33                                                 | 11                                                 | 105                                                | 45                                                 |

### World Grand Prix
Vô địch       Á quân       Hạng ba       Hạng tư
| Thành tích tại World Grand Prix | Thành tích tại World Grand Prix | Thành tích tại World Grand Prix | Thành tích tại World Grand Prix | Thành tích tại World Grand Prix | Thành tích tại World Grand Prix | Thành tích tại World Grand Prix | Thành tích tại World Grand Prix | Thành tích tại World Grand Prix |
| Năm                             | Vòng đấu                        | Vị trí                          | Pld                             | W                               | L                               | SW                              | SL                              |                                 |
| ------------------------------- | ------------------------------- | ------------------------------- | ------------------------------- | ------------------------------- | ------------------------------- | ------------------------------- | ------------------------------- | ------------------------------- |
| 1993                            | Không tham dự                   | Không tham dự                   | Không tham dự                   | Không tham dự                   | Không tham dự                   | Không tham dự                   | Không tham dự                   |                                 |
| 1994                            | Vòng 1                          | Hạng 8                          | 9                               | 2                               | 7                               | 12                              | 22                              |                                 |
| 1995                            | Không tham dự                   | Không tham dự                   | Không tham dự                   | Không tham dự                   | Không tham dự                   | Không tham dự                   | Không tham dự                   |                                 |
| 1996                            | Không tham dự                   | Không tham dự                   | Không tham dự                   | Không tham dự                   | Không tham dự                   | Không tham dự                   | Không tham dự                   |                                 |
| 1997                            | Vòng 1                          | Hạng 6                          | 9                               | 4                               | 5                               | 15                              | 21                              |                                 |
| 1998                            | Vòng 1                          | Hạng 5                          | 9                               | 4                               | 5                               | 14                              | 21                              |                                 |
| 1999                            | Bán kết                         | Hạng 4                          | 8                               | 3                               | 5                               | 13                              | 18                              |                                 |
| 2000                            | Vòng 1                          | Hạng 7                          | 11                              | 2                               | 9                               | 10                              | 30                              |                                 |
| 2001                            | Không vượt qua vòng loại        | Không vượt qua vòng loại        | Không vượt qua vòng loại        | Không vượt qua vòng loại        | Không vượt qua vòng loại        | Không vượt qua vòng loại        | Không vượt qua vòng loại        |                                 |
| 2002                            | Không vượt qua vòng loại        | Không vượt qua vòng loại        | Không vượt qua vòng loại        | Không vượt qua vòng loại        | Không vượt qua vòng loại        | Không vượt qua vòng loại        | Không vượt qua vòng loại        |                                 |
| 2003                            | Vòng cuối cùng                  | Hạng 5                          | 10                              | 3                               | 7                               | 19                              | 25                              |                                 |
| 2004                            | Chung kết                       | Á quân                          | 13                              | 8                               | 5                               | 29                              | 23                              |                                 |
| 2005                            | Chung kết                       | Á quân                          | 14                              | 9                               | 5                               | 32                              | 16                              |                                 |
| 2006                            | Bán kết                         | Hạng 3                          | 13                              | 9                               | 4                               | 31                              | 18                              |                                 |
| 2007                            | Bán kết                         | Hạng 3                          | 14                              | 9                               | 5                               | 33                              | 21                              |                                 |
| 2008                            | Bán kết                         | Hạng 3                          | 14                              | 10                              | 4                               | 33                              | 22                              |                                 |
| 2009                            | Không vượt qua vòng loại        | Không vượt qua vòng loại        | Không vượt qua vòng loại        | Không vượt qua vòng loại        | Không vượt qua vòng loại        | Không vượt qua vòng loại        | Không vượt qua vòng loại        |                                 |
| 2010                            | Bán kết                         | Hạng 3                          | 14                              | 8                               | 6                               | 30                              | 22                              |                                 |
| 2011                            | Vòng 2                          | Hạng 7                          | 13                              | 8                               | 5                               | 27                              | 24                              |                                 |
| 2012                            | Vòng 1                          | Hạng 10                         | 9                               | 4                               | 5                               | 16                              | 19                              |                                 |
| 2013                            | Vòng cuối cùng                  | Hạng 5                          | 14                              | 8                               | 6                               | 31                              | 23                              |                                 |
| 2014                            | Vòng 1                          | Hạng 10                         | 9                               | 5                               | 4                               | 18                              | 18                              |                                 |
| 2015                            | Vòng cuối cùng                  | Hạng 5                          | 14                              | 7                               | 7                               | 26                              | 27                              |                                 |
| 2016                            | Vòng 1                          | Hạng 8                          | 9                               | 4                               | 5                               | 19                              | 19                              |                                 |
| 2017                            | Chung kết                       | Á quân                          | 13                              | 8                               | 5                               | 28                              | 22                              |                                 |
| Tổng cộng                       | 0 chức vô địch                  | 19/25                           | 219                             | 115                             | 104                             | 436                             | 411                             |                                 |

### Nations League
Vô địch       Á quân       Hạng ba       Hạng tư
| Thành tích tại Nations League | Thành tích tại Nations League | Thành tích tại Nations League | Thành tích tại Nations League | Thành tích tại Nations League | Thành tích tại Nations League | Thành tích tại Nations League | Thành tích tại Nations League | Thành tích tại Nations League |
| Năm                           | Vòng đấu                      | Vị trí                        | Pld                           | W                             | L                             | SW                            | SL                            |                               |
| ----------------------------- | ----------------------------- | ----------------------------- | ----------------------------- | ----------------------------- | ----------------------------- | ----------------------------- | ----------------------------- | ----------------------------- |
| 2018                          | Vòng cuối cùng                | Hạng 7                        | 15                            | 10                            | 5                             | 34                            | 22                            |                               |
| 2019                          | Vòng cuối cùng                | Hạng 6                        | 17                            | 11                            | 6                             | 40                            | 27                            |                               |
| 2021                          | Vòng 1                        | Hạng 12                       | 15                            | 4                             | 11                            | 24                            | 35                            |                               |
| 2022                          | Vòng cuối cùng                | Vô địch                       | 15                            | 13                            | 2                             | 40                            | 14                            |                               |
| 2023                          | Vòng cuối cùng                | Hạng 6                        | 13                            | 8                             | 5                             | 29                            | 26                            |                               |
| Tổng cộng                     | 1 chức vô địch                | 5/5                           | 75                            | 46                            | 29                            | 167                           | 124                           |                               |

### Giải vô địch bóng chuyền nữ châu Âu
Vô địch       Á quân       Hạng ba       Hạng tư
| Thành tích tại Giải vô địch bóng chuyền nữ châu Âu | Thành tích tại Giải vô địch bóng chuyền nữ châu Âu | Thành tích tại Giải vô địch bóng chuyền nữ châu Âu | Thành tích tại Giải vô địch bóng chuyền nữ châu Âu | Thành tích tại Giải vô địch bóng chuyền nữ châu Âu | Thành tích tại Giải vô địch bóng chuyền nữ châu Âu | Thành tích tại Giải vô địch bóng chuyền nữ châu Âu | Thành tích tại Giải vô địch bóng chuyền nữ châu Âu | Thành tích tại Giải vô địch bóng chuyền nữ châu Âu |
| Năm                                                | Vòng đấu                                           | Vị trí                                             | Pld                                                | W                                                  | L                                                  | SW                                                 | SL                                                 |                                                    |
| -------------------------------------------------- | -------------------------------------------------- | -------------------------------------------------- | -------------------------------------------------- | -------------------------------------------------- | -------------------------------------------------- | -------------------------------------------------- | -------------------------------------------------- | -------------------------------------------------- |
| 1949                                               | Không tham dự                                      | Không tham dự                                      | Không tham dự                                      | Không tham dự                                      | Không tham dự                                      | Không tham dự                                      | Không tham dự                                      |                                                    |
| 1950                                               | Không tham dự                                      | Không tham dự                                      | Không tham dự                                      | Không tham dự                                      | Không tham dự                                      | Không tham dự                                      | Không tham dự                                      |                                                    |
| 1951                                               | Vòng 1                                             | Hạng 6                                             | 2                                                  | 0                                                  | 2                                                  | 0                                                  | 6                                                  |                                                    |
| 1955                                               | Không vượt qua vòng loại                           | Không vượt qua vòng loại                           | Không vượt qua vòng loại                           | Không vượt qua vòng loại                           | Không vượt qua vòng loại                           | Không vượt qua vòng loại                           | Không vượt qua vòng loại                           |                                                    |
| 1958                                               | Không vượt qua vòng loại                           | Không vượt qua vòng loại                           | Không vượt qua vòng loại                           | Không vượt qua vòng loại                           | Không vượt qua vòng loại                           | Không vượt qua vòng loại                           | Không vượt qua vòng loại                           |                                                    |
| 1963                                               | Không vượt qua vòng loại                           | Không vượt qua vòng loại                           | Không vượt qua vòng loại                           | Không vượt qua vòng loại                           | Không vượt qua vòng loại                           | Không vượt qua vòng loại                           | Không vượt qua vòng loại                           |                                                    |
| 1967                                               | Vòng 1                                             | Hạng 11                                            | 9                                                  | 4                                                  | 5                                                  | 12                                                 | 17                                                 |                                                    |
| 1971                                               | Vòng 1                                             | Hạng 8                                             | 7                                                  | 5                                                  | 2                                                  | 15                                                 | 8                                                  |                                                    |
| 1975                                               | Vòng 1                                             | Hạng 9                                             | 8                                                  | 3                                                  | 5                                                  | 14                                                 | 17                                                 |                                                    |
| 1977                                               | Vòng 1                                             | Hạng 11                                            | 7                                                  | 2                                                  | 5                                                  | 9                                                  | 16                                                 |                                                    |
| 1979                                               | Không vượt qua vòng loại                           | Không vượt qua vòng loại                           | Không vượt qua vòng loại                           | Không vượt qua vòng loại                           | Không vượt qua vòng loại                           | Không vượt qua vòng loại                           | Không vượt qua vòng loại                           | Không vượt qua vòng loại                           |
| 1981                                               | Vòng 1                                             | Hạng 8                                             | 8                                                  | 5                                                  | 3                                                  | 17                                                 | 10                                                 |                                                    |
| 1983                                               | Vòng 1                                             | Hạng 7                                             | 8                                                  | 5                                                  | 3                                                  | 15                                                 | 10                                                 |                                                    |
| 1985                                               | Vòng cuối cùng                                     | Hạng 5                                             | 8                                                  | 3                                                  | 5                                                  | 10                                                 | 20                                                 |                                                    |
| 1987                                               | Vòng 1                                             | Hạng 6                                             | 7                                                  | 3                                                  | 4                                                  | 12                                                 | 14                                                 |                                                    |
| 1989                                               | Bán kết                                            | Hạng 3                                             | 7                                                  | 4                                                  | 3                                                  | 13                                                 | 10                                                 |                                                    |
| 1991                                               | Bán kết                                            | Hạng tư                                            | 7                                                  | 4                                                  | 3                                                  | 14                                                 | 9                                                  |                                                    |
| 1993                                               | Bán kết                                            | Hạng 4                                             | 7                                                  | 3                                                  | 4                                                  | 14                                                 | 14                                                 |                                                    |
| 1995                                               | Vòng 1                                             | Hạng 6                                             | 7                                                  | 3                                                  | 4                                                  | 13                                                 | 14                                                 |                                                    |
| 1997                                               | Vòng 1                                             | Hạng 5                                             | 7                                                  | 5                                                  | 2                                                  | 16                                                 | 7                                                  |                                                    |
| 1999                                               | Bán kết                                            | Hạng 3                                             | 5                                                  | 3                                                  | 2                                                  | 12                                                 | 8                                                  |                                                    |
| 2001                                               | Chung kết                                          | Á quân                                             | 7                                                  | 6                                                  | 1                                                  | 20                                                 | 7                                                  |                                                    |
| 2003                                               | Vòng 1                                             | Hạng 6                                             | 7                                                  | 4                                                  | 3                                                  | 14                                                 | 11                                                 |                                                    |
| 2005                                               | Chung kết                                          | Á quân                                             | 7                                                  | 6                                                  | 1                                                  | 19                                                 | 6                                                  |                                                    |
| / 2007                                             | Chung kết                                          | Vô địch                                            | 8                                                  | 8                                                  | 0                                                  | 24                                                 | 2                                                  |                                                    |
| 2009                                               | Chung kết                                          | Vô địch                                            | 8                                                  | 8                                                  | 0                                                  | 24                                                 | 2                                                  |                                                    |
| / 2011                                             | Bán kết                                            | Hạng 4                                             | 6                                                  | 3                                                  | 3                                                  | 13                                                 | 11                                                 |                                                    |
| / 2013                                             | Tứ kết                                             | Hạng 6                                             | 5                                                  | 3                                                  | 2                                                  | 10                                                 | 7                                                  |                                                    |
| 2015                                               | Tứ kết                                             | Hạng 7                                             | 5                                                  | 3                                                  | 2                                                  | 10                                                 | 8                                                  |                                                    |
| 2017                                               | Tứ kết                                             | Hạng 5                                             | 4                                                  | 3                                                  | 1                                                  | 9                                                  | 6                                                  |                                                    |
| / 2019                                             | Bán kết                                            | Hạng 3                                             | 9                                                  | 7                                                  | 2                                                  | 24                                                 | 7                                                  |                                                    |
| / 2021                                             | Chung kết                                          | Vô địch                                            | 9                                                  | 9                                                  | 0                                                  | 27                                                 | 4                                                  |                                                    |
| / 2023                                             | Bán kết                                            | Hạng 4                                             | 8                                                  | 7                                                  | 2                                                  | 23                                                 | 5                                                  |                                                    |
| Tổng cộng                                          | 3 chức vô địch                                     | 26/32                                              | 188                                                | 119                                                | 69                                                 | 403                                                | 256                                                |                                                    |

|}

## Đội hình

### Đội hình hiện tại
Dưới đây là danh sách các cầu thủ tham dự Giải vô địch bóng chuyền nữ châu Âu 2022.
Huấn luyện viên trưởng: Davide Mazzanti
| Số thứ tự | Tên                   | Ngày, tháng, năm sinh | Chiều cao           | Cân nặng       | Đập bóng        | Chắn bóng       | Câu lạc bộ đang thi đấu ở mùa giải 2020–2021 |
| --------- | --------------------- | --------------------- | ------------------- | -------------- | --------------- | --------------- | -------------------------------------------- |
| 3         | Alessia Gennari       | 3 tháng 11 năm 1991   | 1,84 m (6 ft 0 in)  | 68 kg (150 lb) | 302 cm (119 in) | 284 cm (112 in) | Imoco Conegliano                             |
| 4         | Sara Bonifacio        | 3 tháng 7 năm 1996    | 1,86 m (6 ft 1 in)  | 75 kg (165 lb) | 324 cm (128 in) | 244 cm (96 in)  | AGIL Novara                                  |
| 5         | Ofelia Malinov        | 29 tháng 2 năm 1996   | 1,85 m (6 ft 1 in)  | 70 kg (150 lb) | 304 cm (120 in) | 285 cm (112 in) | Azzurra Volley San Casciano                  |
| 6         | Monica De Gennaro     | 8 tháng 1 năm 1987    | 1,74 m (5 ft 9 in)  | 67 kg (148 lb) | 292 cm (115 in) | 217 cm (85 in)  | Imoco Conegliano                             |
| 8         | Alessia Orro          | 18 tháng 7 năm 1998   | 1,80 m (5 ft 11 in) | 64 kg (141 lb) | 308 cm (121 in) | 231 cm (91 in)  | Pro Victoria Monza                           |
| 10        | Cristina Chirichella  | 10 tháng 2 năm 1994   | 1,95 m (6 ft 5 in)  | 79 kg (174 lb) | 322 cm (127 in) | 306 cm (120 in) | AGIL Novara                                  |
| 11        | Anna Danesi           | 20 tháng 4 năm 1996   | 1,98 m (6 ft 6 in)  | 78 kg (172 lb) | 312 cm (123 in) | 294 cm (116 in) | AGIL Novara                                  |
| 13        | Sarah Fahr            | 12 tháng 9 năm 2001   | 1,94 m (6 ft 4 in)  | 84 kg (185 lb) | 322 cm (127 in) | 306 cm (120 in) | Imoco Conegliano                             |
| 14        | Elena Pietrini        | 17 tháng 3 năm 2000   | 1,90 m (6 ft 3 in)  | 73 kg (161 lb) | 330 cm (130 in) | 306 cm (120 in) | Savino Del Bene Scandicci                    |
| 15        | Sylvia Nwakalor       | 12 tháng 8 năm 1999   | 1,77 m (5 ft 10 in) | 70 kg (150 lb) | 330 cm (130 in) | 312 cm (123 in) | Azzurra Volley San Casciano                  |
| 17        | Miriam Sylla (c)      | 8 tháng 1 năm 1995    | 1,84 m (6 ft 0 in)  | 80 kg (180 lb) | 320 cm (130 in) | 240 cm (94 in)  | Pro Victoria Monza                           |
| 18        | Paola Egonu           | 18 tháng 12 năm 1998  | 1,93 m (6 ft 4 in)  | 80 kg (180 lb) | 344 cm (135 in) | 321 cm (126 in) | VakıfBank S.K.                               |
| 20        | Beatrice Parrocchiale | 26 tháng 12 năm 1995  | 1,67 m (5 ft 6 in)  | 60 kg (130 lb) | 296 cm (117 in) | 213 cm (84 in)  | Pro Victoria Monza                           |
| 24        | Alessia Mazzaro       | 19 tháng 9 năm 1998   | 1,85 m (6 ft 1 in)  | 64 kg (141 lb) | 302 cm (119 in) | 284 cm (112 in) | Chieri '76 Volleyball                        |
| 29        | Sofia D'Odorico       | 6 tháng 1 năm 1997    | 1,87 m (6 ft 2 in)  | 78 kg (172 lb) | 312 cm (123 in) | 302 cm (119 in) | AGIL Novara                                  |

### Đội hình trước đây
Dưới đây là danh sách các cầu thủ tham dự Giải vô địch bóng chuyền nữ thế giới 2018.
Huấn luyện viên trưởng: Davide Mazzanti
| Số thứ tự | Tên                      | Ngày, tháng, năm sinh | Chiều cao           | Cân nặng       | Đập bóng        | Chắn bóng       | Câu lạc bộ đang thi đấu ở mùa giải 2017–2018 |
| --------- | ------------------------ | --------------------- | ------------------- | -------------- | --------------- | --------------- | -------------------------------------------- |
| 1         | Serena Ortolani          | 7 tháng 1 năm 1987    | 1,87 m (6 ft 2 in)  | 63 kg (139 lb) | 320 cm (130 in) | 240 cm (94 in)  | Monza                                        |
| 3         | Carlotta Cambi           | 28 tháng 5 năm 1996   | 1,77 m (5 ft 10 in) | 66 kg (146 lb) | 302 cm (119 in) | 292 cm (115 in) | Pesaro                                       |
| 5         | Ofelia Malinov           | 29 tháng 2 năm 1996   | 1,85 m (6 ft 1 in)  | 70 kg (150 lb) | 304 cm (120 in) | 285 cm (112 in) | Bergamo                                      |
| 6         | Monica De Gennaro        | 8 tháng 1 năm 1987    | 1,74 m (5 ft 9 in)  | 67 kg (148 lb) | 292 cm (115 in) | 217 cm (85 in)  | Conegliano                                   |
| 7         | Sylvia Nwakalor          | 12 tháng 8 năm 1999   | 1,77 m (5 ft 10 in) | 71 kg (157 lb) | 318 cm (125 in) | 290 cm (110 in) | Club Italia                                  |
| 10        | Cristina Chirichella (c) | 10 tháng 2 năm 1994   | 1,95 m (6 ft 5 in)  | 79 kg (174 lb) | 322 cm (127 in) | 306 cm (120 in) | Novara                                       |
| 11        | Anna Danesi              | 20 tháng 4 năm 1996   | 1,98 m (6 ft 6 in)  | 78 kg (172 lb) | 312 cm (123 in) | 294 cm (116 in) | Conegliano                                   |
| 13        | Sarah Fahr               | 12 tháng 9 năm 2001   | 1,94 m (6 ft 4 in)  | 84 kg (185 lb) | 322 cm (127 in) | 306 cm (120 in) | Club Italia                                  |
| 14        | Elena Pietrini           | 17 tháng 3 năm 2000   | 1,90 m (6 ft 3 in)  | 73 kg (161 lb) | 330 cm (130 in) | 306 cm (120 in) | Club Italia                                  |
| 15        | Marina Lubian            | 11 tháng 4 năm 2000   | 1,95 m (6 ft 5 in)  | 73 kg (161 lb) | 318 cm (125 in) | 300 cm (120 in) | Club Italia                                  |
| 16        | Lucia Bosetti            | 9 tháng 7 năm 1989    | 1,78 m (5 ft 10 in) | 63 kg (139 lb) | 310 cm (120 in) | 292 cm (115 in) | Scandicci                                    |
| 17        | Miriam Sylla             | 8 tháng 1 năm 1995    | 1,84 m (6 ft 0 in)  | 80 kg (180 lb) | 320 cm (130 in) | 240 cm (94 in)  | Bergamo                                      |
| 18        | Paola Egonu              | 18 tháng 12 năm 1998  | 1,89 m (6 ft 2 in)  | 80 kg (180 lb) | 344 cm (135 in) | 321 cm (126 in) | Novara                                       |
| 20        | Beatrice Parrocchiale    | 26 tháng 12 năm 1995  | 1,68 m (5 ft 6 in)  | 59 kg (130 lb) | 286 cm (113 in) | 258 cm (102 in) | Firenze                                      |